# حزب دموکرات ترکیه (کنونی)
حزب دموکرات ترکیه (به ترکی استانبولی: Demokrat Parti, DP) یکی از احزاب سیاسی ترکیه است که در سال ۲۰۰۷ توسط مهمت آهار پایه گذاری شد.این حزب از ادغام دو حزب مام میهن(ANAP) و حزب راه حقیقت(DYP) به‌وجود آمد.